# 742

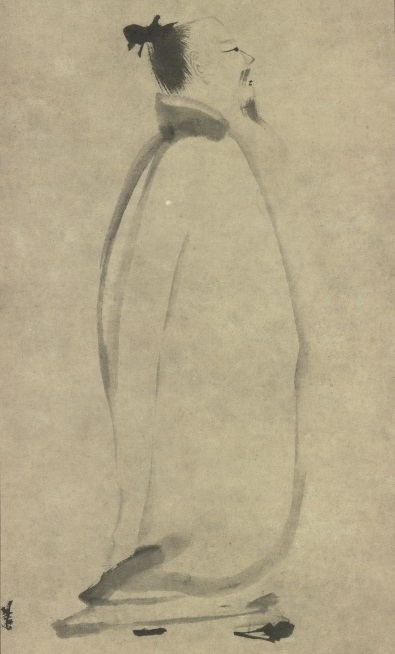
Li Bai (of Li Po) (701–762)

Het jaar 742 is het 42e jaar in de 8e eeuw volgens de christelijke jaartelling.

## Gebeurtenissen

### Europa
- Carloman en Pepijn de Korte consolideren hun macht in het Frankische Rijk tijdens een bijeenkomst in Naintré (westelijk Frankrijk). Hun halfbroer Grifo en stiefmoeder Swanahilde worden gevangengenomen, en moeten zich onder dwang in de abdij van Chelles terugtrekken. Grifo moet zijn mede-hofmeierschap opgeven. Ze voeren samen veldtochten in Aquitanië en Allemannië.
- Teodato Ipato (742–755) volgt zijn vader Orso Ipato op als doge van Venetië (noordoosten van Italië). Hij verplaatst de hoofdstad Heraclea naar Malamocco.

### Arabische Rijk
- De Grote Berberopstand: Een Arabisch expeditieleger (30.000 man) onder leiding van Balj ibn Bishr al-Qushayri, gouverneur (wāli) van Ifriqiya (Noord-Afrika), steekt vanuit Ceuta de Straat van Gibraltar over. Hij verslaat de opstandige Berbers in drie afzonderlijke veldslagen – bij Medina-Sidonia, Córdoba en Toledo. Kalief Hisham benoemt hem tot gouverneur van Al-Andalus. Tijdens de veldslag bij Aqua Portora overlijdt ibn Bishr aan zijn verwondingen en wordt opgevolgd door Thalaba ibn Salama al-Amili.

### China
- Li Bai (of Li Po) wordt aangesteld als dichter aan het hof van keizer Xuan Zong. Hij en zijn vriend Du Fu worden beschouwd als de meest eminente dichters uit de literaire geschiedenis tijdens de Tang-dynastie.

## Religie
- Bonifatius, bisschop en kerkhervormer, reorganiseert de Frankische kerk. Hij sticht in deze periode de bisdommen van Reims, Rouans, Sens en Würzburg.
- Chrodegang, adviseur van Karel Martel, wordt benoemd tot bisschop van Metz, de hoofdstad van Austrasië.

## Geboren
- De Zong, keizer van het Chinese Keizerrijk (overleden 779)
- 2 april – Karel de Grote, koning en keizer van de Franken (waarschijnlijke datum)
- Liudger, Frankisch missionaris (overleden 809)
- Odo van Metz, Frankisch architect (overleden 814)
- Trisong Detsen, koning van Tibet
- Yutog Yönten Gönpo, Tibetaans geestelijke (lama)

## Overleden
- Acca, bisschop van Hexham (of 740)
- Balj ibn Bishr al-Qushayri, Arabisch veldheer